# Устименко Олена
Олена Устименко (10 листопада 1986, Київ, Українська РСР, СРСР) — українська волейболістка, діагональна нападниця.

## Із біографії
Навчалася в Луїсвіллі (штат Кентуккі). Виступала за волейбольну команду «Кардіналз» у першості Національної асоціації студентського спорту. Разом з одноклубницею Дженіфер Гоффманн увійшла до другого складу символічної збірної асоціації 2005 року. 
Того ж року розпочала кар'єру професійної спортсменки, виступала за клуби з Росії, Іспанії, Італії, Пуерто-Рико, Туреччини, Японії і Південної Кореї. У клубі із Саратовської області грала разом з Юлією Свістіною та Ганною Гансонре, а в Італії — з Наталкою Маммадовою. У складі стамбульського «Вакифбанку» здобула «срібло» клубного чемпіонату світу, поступившись у фіналі бакинській «Рабіті» (кольори якої захищали Ірина Жукова і Наталка Маммадова).

## Клуби
| Роки      | Команди                      |
| --------- | ---------------------------- |
| 2002—2003 | «МНТУ-Нафтогаз» (Київ)       |
| 2002—2005 | «Луїсвілл Кардіналз»         |
| 2005—2006 | «Балаківська АЕС» (Балаково) |
| 2006      | «Мурсія 2005»                |
| 2006—2007 | «К'єрі»                      |
| 2007—2008 | «Автодор-Метар» (Челябінськ) |
| 2009—2010 | «Кріольяс де Кагуас»         |
| 2010      | ТЕД (Анкара)                 |
| 2010—2011 | «Анкарагюджю» (Анкара)       |
| 2011—2012 | «Вакифбанк» (Стамбул)        |
| 2012—2013 | «Агео Медікс» (Агео)         |
| 2013—2014 | «Алтос» (Хвасон)             |
| 2014—2015 | «Ланчерас» (Катаньйо)        |

## Досягнення
Клубний чемпіонат світу
- Друге місце (1): 2011

## Статистика
Статистика виступів в єврокубках:
| Сезон   | Клуб                  | Турнір          | Ігри | Сети | Очки | Ср.  | Примітки |
| ------- | --------------------- | --------------- | ---- | ---- | ---- | ---- | -------- |
| 2011    | «Вакифбанк» (Стамбул) | Чемпіонат світу | 3    | 4    | 1    | 0,25 |          |
| 2011/12 | «Вакифбанк» (Стамбул) | Ліга чемпіонів  | 7    | 15   | 9    | 0,6  |          |